# Relaba
Relaba är ett släkte av insekter. Relaba ingår i familjen dvärgstritar.
Kladogram enligt Catalogue of Life:
| Relaba | \| \| Relaba superba \| \| \| \| \| \| Relaba williamsi \| \| \| \| |
|        | \| \| Relaba superba \| \| \| \| \| \| Relaba williamsi \| \| \| \| |
|        | Relaba superba                                                      |
|        |                                                                     |
|        | Relaba williamsi                                                    |
|        |                                                                     |